# Alfonso Bonafede

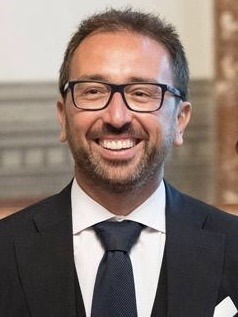
Alfonso Bonafede (2019)

Alfonso Bonafede (* 2. Juli 1976 in Mazara del Vallo) ist ein italienischer Politiker der Partei Movimento 5 Stelle (M5S) und Rechtsanwalt. Von 2018 bis 2021 war er italienischer Justizminister in den Kabinetten Conte I und Conte II.

## Leben
Bonafede ist in Mazara del Vallo in der Provinz Trapani auf Sizilien geboren und aufgewachsen. 1995 begann er ein Jurastudium an der Universität Florenz, das er 2002 mit der Laurea abschloss. An der Universität Florenz lernte er den Professor in Privatrecht und späteren Ministerpräsidenten Giuseppe Conte kennen, den er in die Fünf-Sterne-Bewegung einführte. Nach der Laurea absolvierte er ein Doktoratsstudium an der Fakultät für Rechtswissenschaften an der Universität Pisa.
Seit 2006 ist er als Rechtsanwalt am Gerichtsstand Florenz zugelassen. In der Stadt am Arno besitzt er eine eigene Anwaltskanzlei.
Bonafede ist verheiratet und Vater zweier Kinder.

## Politische Laufbahn
Seit 2006 in den Reihen der Fünf-Sterne-Bewegung aktiv, kandidierte er 2009 für die von Beppe Grillo gegründete Bewegung als Bürgermeister von Florenz. Bei der von Matteo Renzi gewonnenen Bürgermeisterwahl konnte Bonafede aber lediglich 1,82 % der Stimmen auf sich vereinen.
Bei den Parlamentswahlen 2013 zog er für die Fünf-Sterne-Bewegung in die Abgeordnetenkammer ein. Während der gesamten 17. Legislaturperiode war er  Vizepräsident der Justizkommission der Abgeordnetenkammer und Mitglied des fünfköpfigen Appellationskollegiums der Abgeordnetenkammer.
In seiner ersten Legislaturperiode brachte er einen Gesetzesvorschlag für die Einführung von allgemeinen Sammelklagen ein, dem die Kammer im Kern zustimmte. Zudem setzte er sich für eine Vereinfachung des Scheidungsrechtes ein, was 2015 in Teilen in einer entsprechenden Gesetzesänderung aufgenommen wurde.
Nach seiner Wiederwahl als Abgeordneter der Fünf-Sterne-Bewegung bei den Parlamentswahlen 2018 wurde er am 1. Juni 2018 als Justizminister im Kabinett Conte I vereidigt. Seine Arbeitsschwerpunkte als Minister sind die Bekämpfung der Korruption und eine Verschärfung der Verjährungsregelungen. Insbesondere der letzte Punkt brachte ihn in Konfrontation mit der von Matteo Salvini angeführten Lega, was zu erheblichen Spannungen mit dem Koalitionspartner führte. Zudem setzt er sich für strengere Strafen bei Gewalttaten gegen Frauen ein.
Nach dem Bruch der gelb-grünen Regierungskoalition im August 2019, wurde er unter der anschließend gelb-roten Koalition mit der Demokratischen Partei im Kabinett Conte II in seinem Amt bestätigt. Er hatte das Amt bis zum Amtsantritt des Kabinetts Draghi am 13. Februar 2021 inne.
Bonafede gilt als enger Vertrauter von Luigi di Maio.